# Jouissance
La jouissance désigne l'action de profiter ou de tirer parti de quelque chose, alors que le terme « jouir » se rapporte habituellement à l'orgasme sexuel. En psychanalyse, Jacques Lacan fait de la jouissance un concept à part entière, distinct du plaisir et du désir.

## Juridique
Le terme de jouissance apparaît au XVe siècle et désigne l'action de disposer d'un bien. Le terme est alors lié à l'usufruit ; le droit de jouissance d'un bien appartenant alors à une personne autre que le nu-propriétaire.

## Hédonisme
En 1503, le terme prend une nouvelle acception, celle d'un plaisir, ou encore de joie.

## Psychanalyse
Sigmund Freud n'utilise que très peu le terme de jouissance.
Jacques Lacan opposera plaisir et jouissance : cette dernière se voudrait outrepasser le principe de plaisir. Elle implique une transgression de l'interdit, comme le défi. De par ce fait, elle s'inscrit dans une logique de perversion.
La jouissance se soutiendrait d'une injonction amenant à abandonner le désir même, dans une subordination au grand Autre.
Lacan, reprend le mythe freudien d'un père de la horde développé dans Totem et tabou, lequel présente comme historique une époque où un père tyrannique dominait le groupe des hommes, s'appropriant toutes les femmes et les refusant à ses fils.
Reprenant donc ce mythe, Lacan soutient que le sens de l'angoisse de castration n'est pas inscrit dans l'égalité des sexes - ce que laisserait supposer le phallocentrisme psychanalytique - mais bien dans la différence.
Si l'interdit émeut les frères, c'est parce qu'il y a au moins un homme qui a le phallus. Ce père non soumis à la castration soutient le fantasme. Il n'y a, pour l'homme, que la jouissance phallique de possible.
Pour les femmes, il n'y a pas d'hommoinzin (expression homophonique à "au moins un"). La jouissance de la femme n'est pas frappée de la castration - elle est autre, sans limite. Elle est jouissance supplémentaire (et non "complémentaire", car il n'y a pas de rapport sexuel).
D'après Antonio di Ciaccia, à propos de la jouissance selon Lacan : « La jouissance est ce déplaisir qu'accompagne tout être parlant mais dont il ne peut se passer ».